# Robert Adler (Physiker)
Robert Adler (* 4. Dezember 1913 in Wien; † 15. Februar 2007 in Boise, Idaho, USA) war ein austroamerikanischer Physiker, Elektroniktechniker und Erfinder.

## Leben
Robert Adler war der Sohn des Austromarxisten und Soziologen Max Adler und von Jenny Herzmark (1877–1950), einer Ärztin aus Riga. Adler studierte an der Universität Wien Physik. 1937 schrieb er seine Dissertation mit dem Titel „Über ein hochempfindliches Differenzialmanometer“. Zwei Jahre später wanderte er 1939 wegen des „Anschlusses“ und seiner jüdischen Abstammung nach Großbritannien und 1940 in die USA aus. Von 1941 an arbeitete er im Forschungslaboratorium der Zenith Radio Corporation in Chicago bis 1978. Er wurde 1963 der Vizepräsident der Forschungsabteilung von Zenith. Von 1978 bis 1982 nahm er eine Professur an der University of Illinois at Urbana-Champaign wahr. Danach arbeitete er bis 1999 als technischer Berater für verschiedene Unternehmen in der IT-Branche wie Motorola und Elo Touch Systems.
Adler hatte im Laufe seines Lebens über 180 Patente in den USA angemeldet, am bekanntesten wurde seine Miterfindung der Fernsehfernbedienung. Unter anderem arbeitete er auch an der Entwicklung von Touch-Screens auf der Grundlage von SAW-Phänomenen.
Seine erste Frau starb 1993. Robert Adler hinterließ seine zweite Frau Ingrid in Northbrook, Illinois.

## Auszeichnungen
- 1967 „Erfinder des Jahres“ der George Washington University für seine Erfindungen auf dem Gebiet der Elektronik und deren Anwendungen in den Bereichen Flugsicherung, Radar, Fernsehempfangstechnik und FM-Radio-Systeme
- 1980 IEEE Edison Medal[4]
- 1998 Engineering Emmy Award (gemeinsam mit anderen Ingenieuren von Zenith) für die Pionierarbeit in der Entwicklung der Fernbedienung für Fernsehempfänger